# اوستروف (ناحیه وستی ناد اورلیتسی)
اوستروف (به چکی: Ostrov) یک منطقهٔ مسکونی در جمهوری چک است که در ناحیه اوستی ناد اورلیتسی واقع شده‌است. اوستروف ۱۸٫۴۹ کیلومتر مربع مساحت و ۶۶۵ نفر جمعیت دارد و ۳۹۶ متر بالاتر از سطح دریا واقع شده‌است.